# 超速3七銀
超速3七銀（ちょうそくさんななぎん）または超速▲3七銀は、将棋においてゴキゲン中飛車に対してしばしば居飛車が行う将棋の戦法として使用される急戦布陣である。2010年に升田賞を受賞した当時の新進棋士奨励会三段だった星野良生が開発した。

居飛車先手の際、右の銀を3七から4六に繰り上げ攻撃することを目指している。後手番も同様に、左銀を4四に移動することで、先手の前進する銀に対応することが可能。図の局面のように玉を6八のままで右銀を4六まで動かすのがポイントで、無作為に玉を7八に移動すると中飛車側からの△5六歩から5六飛～7六飛などのさばきを与える。玉を6八に構えておき、中飛車側の動きを見ながらそのあと居飛車穴熊や▲7八銀から7九玉の左美濃にすることも可能。
ゴキゲン中飛車は、1990年代後半から十数年間に定着した戦法であるが、2004年ごろに超速▲3七銀が現れ、ゴキゲン中飛車が消えるのでは、と思われるほどの猛威を振るう。ゴキゲン中飛車を指す棋士は、この戦法が消えては困るので必死に対策を練り、超速側はそれに対応する。この数年はそういった激しい戦いが続いている。
超速は後手番でも使用されるが、ゴキゲン中飛車はお互い先後の差が激しく、振り飛車側もまず先手中飛車であれば対超速は十分戦える。
一方で後手番になると二枚銀などの指し方の研究が進んでおり、苦戦を強いられる。

| 9  | 8  | 7  | 6  | 5  | 4  | 3  | 2  | 1  |    |
| 香 | 桂 | 銀 | 金 |    | 金 |    | 桂 | 香 | 一 |
|    |    | 王 |    | 飛 |    |    |    |    | 二 |
| 歩 | 歩 | 歩 | 歩 |    | 歩 | 角 | 歩 | 歩 | 三 |
|    |    |    |    |    | 銀 | 歩 |    |    | 四 |
|    |    |    |    | 歩 |    |    | 歩 |    | 五 |
|    |    | 歩 |    |    | 銀 | 歩 |    |    | 六 |
| 歩 | 歩 | 銀 | 歩 | 歩 | 歩 |    |    | 歩 | 七 |
|    | 角 | 玉 |    |    |    |    | 飛 |    | 八 |
| 香 | 桂 |    | 金 |    | 金 |    | 桂 | 香 | 九 |

図の▲7七銀以下が後手の分岐点で、ここで△5六歩と5筋を交換する手と△8二玉と囲いを優先する手に分かれる。5六歩とすれば激しい戦いとなって、以下▲同歩△同飛▲5五歩△同銀▲4五銀△5七飛成▲5八金右△5六銀▲5七金△同銀成▲6六銀△6五金が予想進行例である。▲6五同銀ならば△8八角成～5五角。したがって先手は▲5七銀とし、△8八角成▲同玉△5五角▲7七桂△2八角成▲6五桂△5五馬▲6六金△4五馬▲5三桂不成が進行例である。
△8二玉の変化については▲6六銀△7二銀▲5八金右△5一飛▲3七桂△3二金▲9六歩△9四歩▲2九飛△1四歩▲1六歩△6四歩に▲4五桂と跳ねる手が、良く指されている。以下△2二角に▲2四歩△同歩▲同飛△3三桂▲同桂成△同角▲2九飛△2三歩▲3九飛が、第68期王将戦第3局の進行で、以下△5四桂を含みに△5六歩と突き捨てる手や△4二金など模索されている。
後手振り飛車の左銀を4四に構えて対応し、先手居飛車が右銀を4六に、左銀を7七から6六に繰り出して位取った5五地点を狙って「二枚銀」に構える指し方は、クロスファイヤーと呼ばれる。
クロスファイヤーでは、図のように先手が▲3七桂と跳ねるとすぐ後手△5六歩▲同歩△同飛と交換できる。以下▲5八金右には△5一飛と引いておくことができる。▲5五歩の飛車閉じ込めには△3五歩に▲4五桂でも▲2六飛でも△1五角とし、△4六飛～3七角成を後手は狙う。この戦型の代表局として2018年7月の王位戦第1局などがある。このときは中飛車が先手で、飛車先交換の▲5四同飛に△9四歩▲5九飛△5二金右▲5四歩△4二金寄▲4五歩△同銀▲7五歩△8四飛▲7四歩△同飛に▲7五銀とし、△同飛に▲2二角成△同玉▲5三歩成△同金▲6六角と進んだ。
また2018年8月のヒューリック杯棋聖戦一次予選の里見香奈対藤井聡太戦で、先手中飛車と端歩の突き合いのある類似の状況で中飛車側の里見が▲5四歩から交換を挑み、▲5四同飛に後手藤井は△6二金としている。以下▲5九飛△8一飛と進んだ。

| 9  | 8  | 7  | 6  | 5  | 4  | 3  | 2  | 1  |    |
| 香 | 桂 | 銀 | 金 |    |    |    | 桂 | 香 | 一 |
|    | 王 |    |    | 飛 | 銀 | 金 |    |    | 二 |
| 歩 | 歩 | 歩 | 歩 |    | 歩 | 角 | 歩 | 歩 | 三 |
|    |    |    |    |    |    | 歩 |    |    | 四 |
|    |    |    |    | 歩 |    |    | 歩 |    | 五 |
|    |    | 歩 |    |    | 銀 | 歩 |    |    | 六 |
| 歩 | 歩 |    | 歩 | 歩 | 歩 |    |    | 歩 | 七 |
|    | 角 | 玉 | 銀 |    |    |    | 飛 |    | 八 |
| 香 | 桂 |    | 金 |    | 金 |    | 桂 | 香 | 九 |

△4四銀型ではなく△3二金-4二銀型の場合、角頭を狙う▲4五銀も有力であるが、他に▲5八金右からじっくりと指すこともできるので、居飛車側に選択肢がある。
▲4五銀ならば以下△5一飛に▲3四銀は△4四角▲2四歩△同歩▲同飛に△3三銀とぶつけ、▲同銀成△同角▲2八飛に△5六歩▲同歩△8八角成▲同玉△2六歩が一例である。ただし、後手△3二金に代えて△7二銀もある。この場合は以下▲4五銀なら△5一飛▲3四銀△4四角▲2四歩△5六歩▲同歩△同飛▲4四角△同歩▲2三歩成△5五角が一例。
超速は積極的によしにいく戦法であり、居飛車側は細かい知識がないと指しこなせないが、中飛車側も苦労が堪えないところがある。